# Niki Lauda

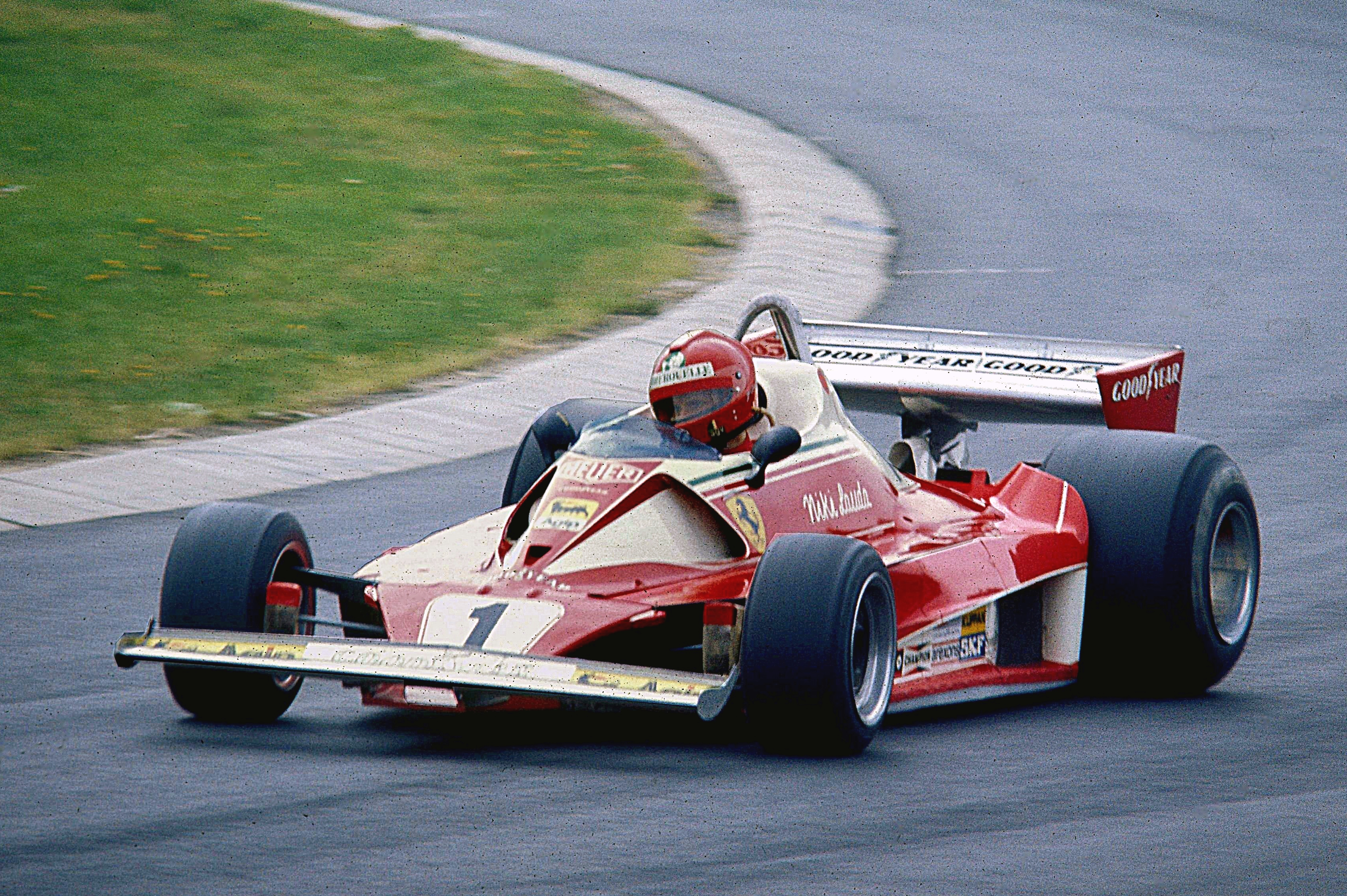
Niki Lauda s Ferrari 312 T2 v roce 1976

Andreas Nikolaus „Niki“ Lauda (22. února 1949 Vídeň – 20. května 2019 Curych) byl rakouský pilot Formule 1, trojnásobný mistr světa z let 1975, 1977 a 1984, spolukomentátor závodů na německé televizi RTL a pilot a majitel letecké společnosti Lauda Air a Niki.

## Nehoda na Nürburgringu
Dne 1. srpna 1976 na německé trati Nürburgring měl Niki Lauda potvrdit, že je blízko k obhajobě titulu. Při tomto závodě však měl nehodu. Lauda se řítil po trati svým vozem Ferrari rychlostí více než 250 km/h k místu zvanému Bergwerk, když jeho vůz neovladatelně zatočil doleva a narazil do svodidel, která ho následně vymrštila zpět na dráhu. Do vraku poté narazil pilot Brett Lunger. V té chvíli Laudův vůz začal hořet následkem exploze palivové nádrže. Lauda při srážce s Lungerem ztratil přilbu a tak zůstal uprostřed plamenů s více než 900 °C a i když se ho podařilo vyprostit, byl ve vážném stavu. Měl poškozené plíce, hlavu a i další části těla měl těžce popálené. Musel podstoupit plastickou operaci obličeje. S následky nehody se potýkal až do konce svého života.

## Další úspěchy
O 42 dní později se Niki Lauda opět usadil do svého monopostu a bojoval o titul až do konce sezóny. Titul nakonec o jeden bod neuhájil před Jamesem Huntem. O rok později, v roce 1977 opět získal titul mistra světa. Poté ukončil kariéru. V roce 1982 se vrátil zpět do Formule 1 a roku 1984 získal potřetí titul mistra světa.

## Po odchodu z Formule 1
Po odchodu z Formule 1 se začal věnovat létání. Stal se pilotem a majitelem letecké společnosti Lauda Air, kterou později prodal Austrian Airlines. Po čase v roce 2003 založil další leteckou společnost Niki. Společnost vlastnila kromě jiných i dopravní letadla Airbus A330. Zbankrotovala v roce 2017, když už nespadala pod Nikiho Laudu, ale pod zkrachovalou společnost Air Berlin. Lauda se proto rozhodl koupit aerolinky zpět.
V srpnu 2018 podstoupil transplantaci plic poškozených následkem nehody z roku 1976. Zemřel 20. května 2019 po vleklých zdravotních problémech.

## Film
- Americko/německo/britský film Rivalové (Rush) režiséra Rona Howarda z roku 2013 pojednává o soupeření Jamese Hunta a Nikiho Laudy. Nikiho Laudu ztvárnil německý herec Daniel Brühl, Jamese Hunta Chris Hemsworth. Dále hráli Alexandra Maria Lara, Olivia Wildeová a Natalie Dormerová. Hudbu složil Hans Zimmer.

## Fotogalerie

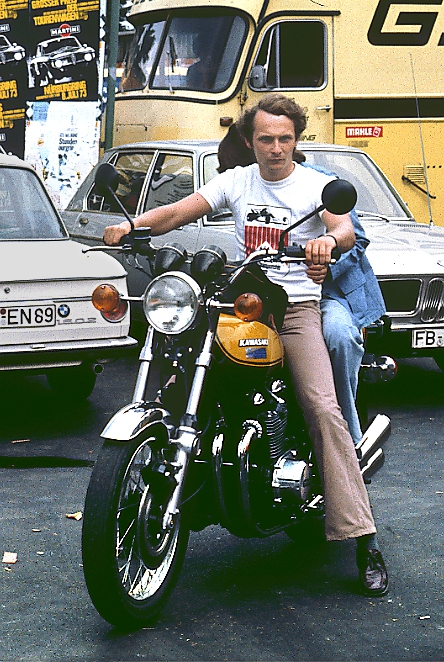
Niki Lauda, Nürburgring, 1973
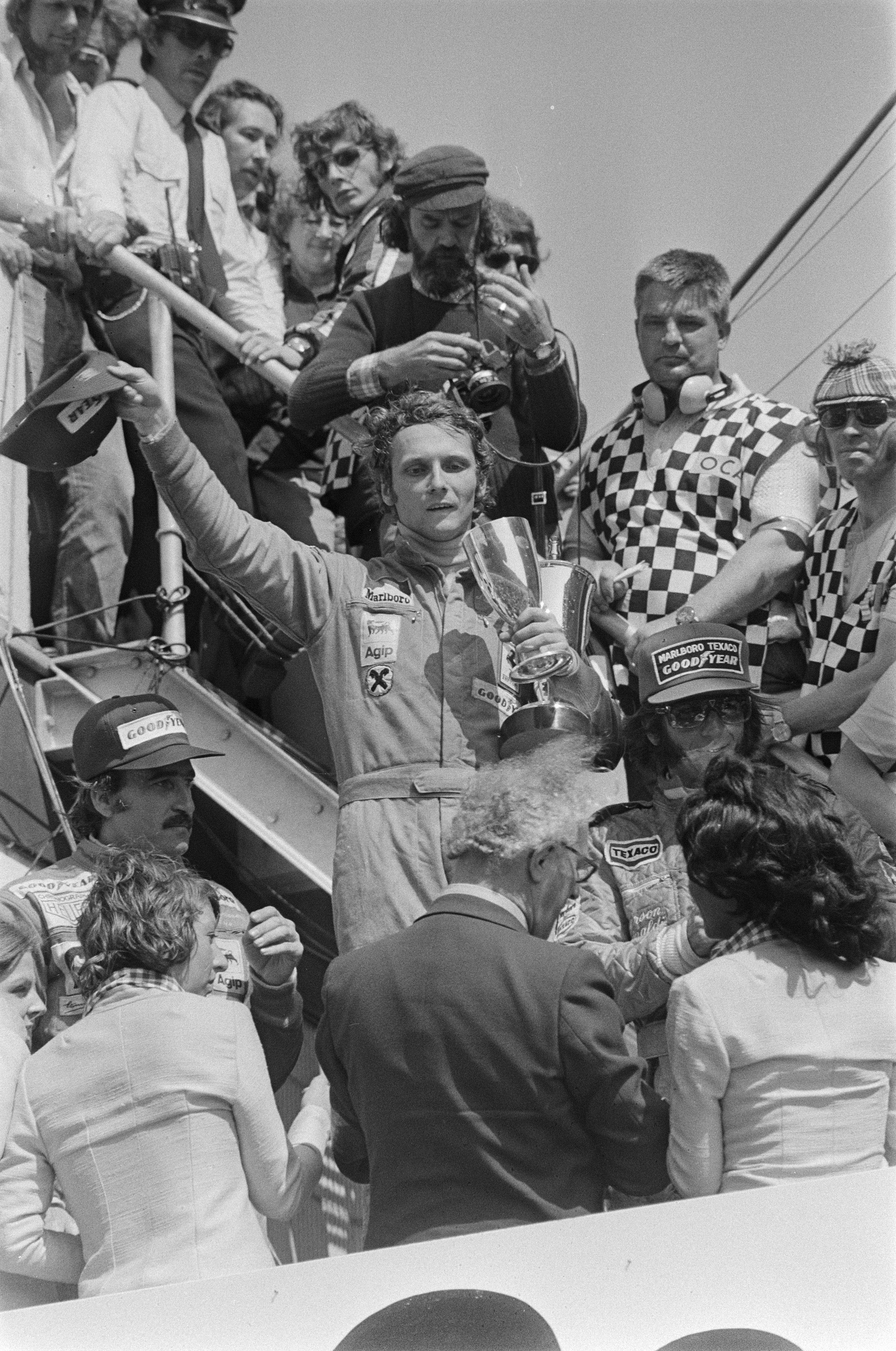
Niki Lauda v nizozemském Zandvoortu, 1974
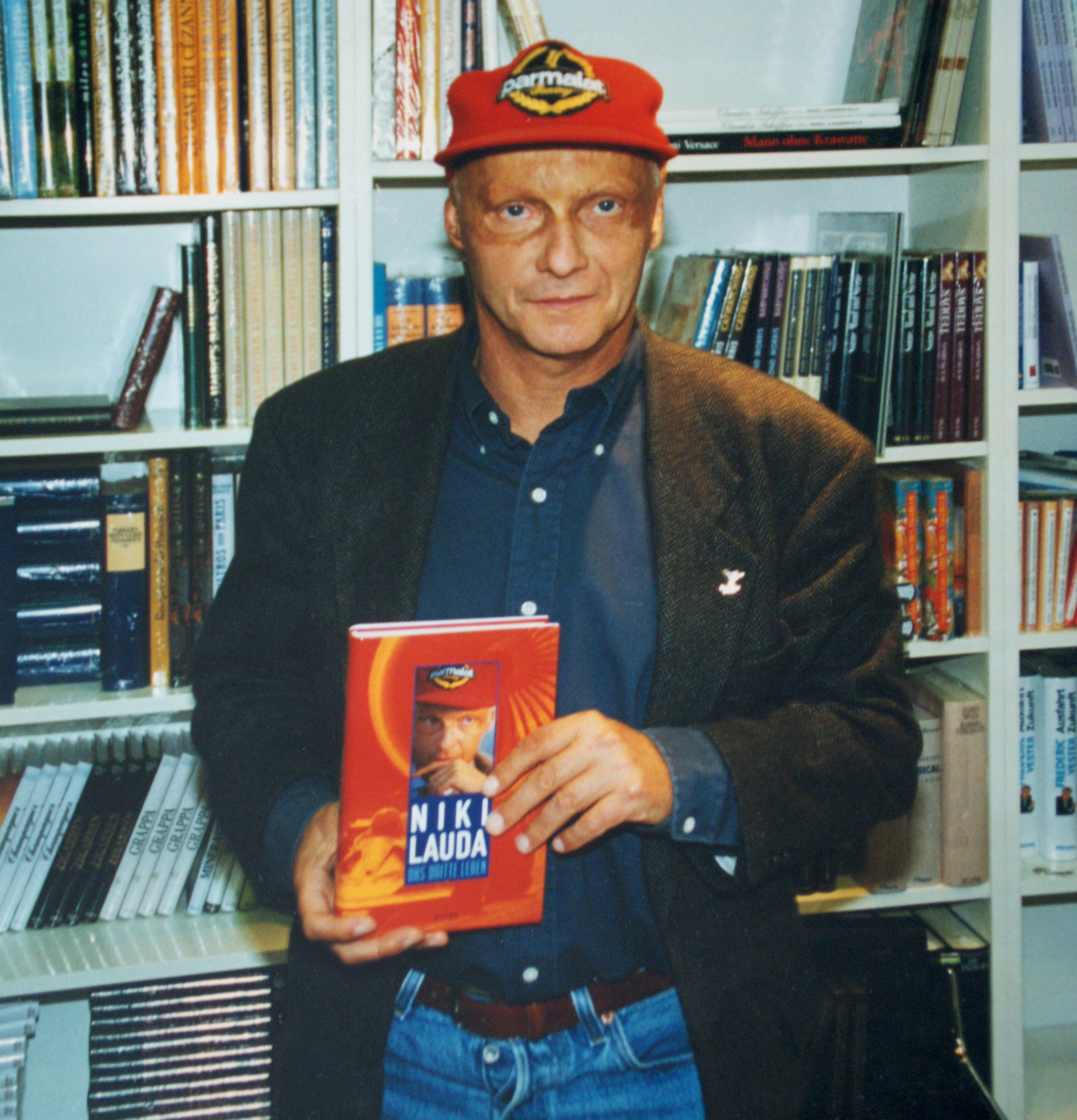
Niki Lauda při prezentaci své knihy The Third Life v roce 1996
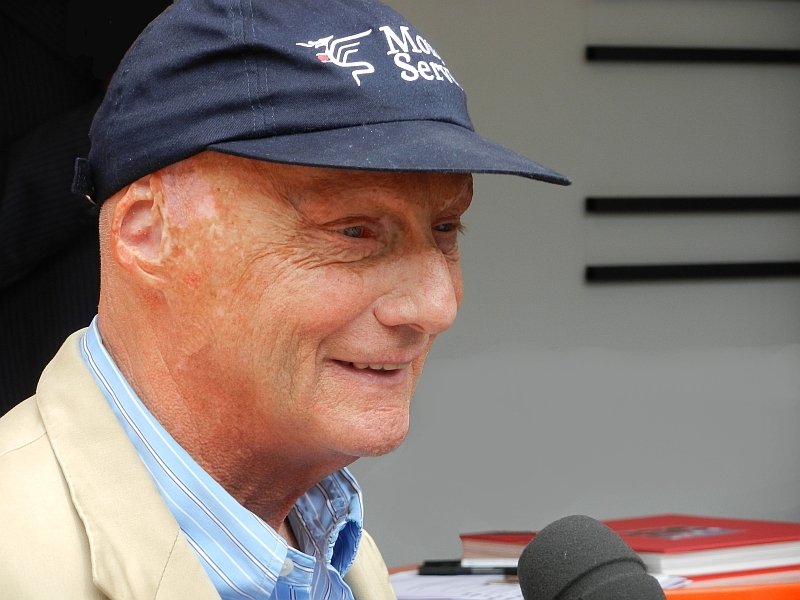
Andreas Nikolaus Lauda v roce 2011